# Cantonul Preuilly-sur-Claise
Cantonul Preuilly-sur-Claise este un canton din arondismentul Loches, departamentul Indre-et-Loire, regiunea Centru, Franța.

## Comune
- Bossay-sur-Claise
- Boussay
- Chambon
- Charnizay
- Chaumussay
- Preuilly-sur-Claise (reședință)
- Tournon-Saint-Pierre
- Yzeures-sur-Creuse